# Bit de poids faible

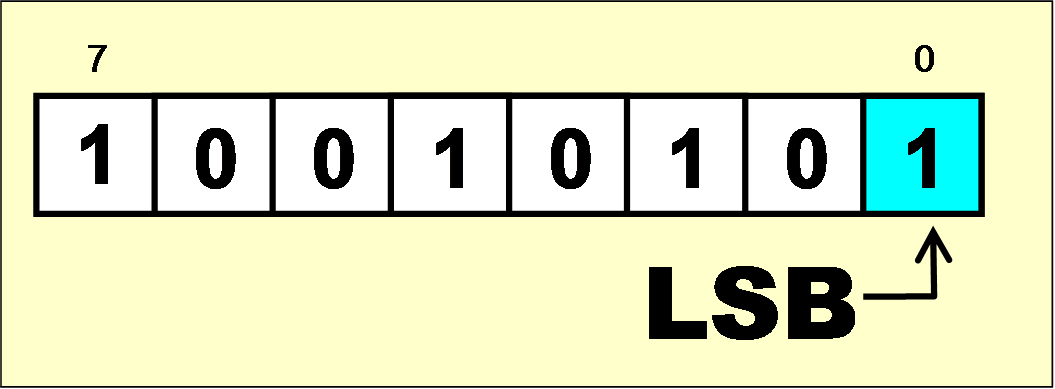
Représentation en binaire de 149 ; le bit de poids faible, le plus à droite, est mis en valeur.

Le bit de poids faible (en anglais, Least Significant Bit, ou LSB) est le bit, dans une représentation binaire donnée, ayant le plus petit poids ou position (celui de droite dans la notation positionnelle habituelle). Il est parfois aussi appelé LSD pour Least Significant Digit.
Exemple, pour un simple nombre en représentation binaire conventionnelle, le LSB est le bit le plus à droite : 01010110.
À l'opposé, il existe le bit de poids fort (MSB pour Most Significant Bit), parfois aussi appelé MSD pour Most Significant Digit.
Notez que la distinction est parfois faite entre lsb (LSB écrit en minuscules) pour Least Significant Bit, et LSB (en majuscules) pour l'anglais Least Significant Byte, qui désigne alors l'octet (byte) de poids faible dans un nombre constitué de plusieurs octets (un octet est constitué de 8 bits). Respectivement pour msb et MSB.

## Signal numérisé
Lors de la quantification, une étape de la numérisation, le bit de poids faible correspond à la plus petite variation de tension électrique que peut rendre le signal discrétisé, le pas de discrétisation. On utilise donc le LSB comme unité pour définir des grandeurs comme la linéarité de la numérisation ou la distorsion introduite par celle-ci. Dans l'idéal, la distorsion devrait être de 1 LSB : l'écart entre le niveau réel et le niveau discret serait alors le pas de discrétisation.

## Parité
On peut connaitre rapidement la parité d'un nombre binaire écrit en code binaire naturel en regardant le LSB : s'il vaut 1 le nombre est impair ; s'il vaut 0 le nombre est pair.
Cela est possible car le LSB est le seul bit qui « ajoute », par construction, un nombre impair à un nombre binaire : 1.